# The Lying Detective
"The Lying Detective" é o segundo episódio da quarta temporada da série britânica Sherlock e o décimo segundo da série. O episódio foi originalmente transmitido na BBC One, BBC First, PBS e Channel One em 8 de janeiro de 2017.

## Enredo
Sherlock se afasta John Watson que ainda está lamentando pela morte de sua esposa Mary ("The Six Thatchers"). John está indo ver uma nova terapeuta e não revela que ele está tendo alucinações de Mary. Culverton Smith, um proeminente empresário e filantropo, reúne colegas próximos, incluindo a sua filha, Faith, para confessar que ele vai matar alguém. Mas antes de ele fazer isso, obriga todos a usar um soro que impede as pessoas de se lembrarem de sua confissão. Apesar disso, Faith é capaz de se lembrar de pucos fragmentos depois e os memoriza numa folha de papel escrevendo o que seu pai disse. Ela conta a Sherlock, que logo começa a consumir drogas ao ponto de sofrer os efeitos isolados, com a folha de papel indicando aquele nome – uma palavra – que a abalou. Sherlock descarta o caso dela como sendo muito estranho e mandou ela ir à Scotland Yard. Antes de ela sair, Sherlock está ciente que Faith é suicida e se oferece para andar com ela por Londres a noite. Enquanto isso, Mycroft percebe que Sherlock não está bem e o espiona, liga para John mas ele não se interessa com Sherlock. Sherlock e Faith andam a pé a noite toda, quando amanheceu, ele decidiu assumir seu caso. Sherlock é momentaneamente oprimido pelos efeitos colaterais de seu abuso de drogas e logo após, percebe que Faith foi embora. Sherlock cai tentando voltar para casa e percebe que 'aquele nome' era "qualquer um".
Sherlock inexplicavelmente fica obcecado com Culverton Smith, mas as suas "aventuras" de viciado assusta a Sra. Hudson que rapidamente consegue dominá-lo. Sra. Hudson prende Sherlock no porta-malas de seu Aston Martin Vantage S, ver John na casa de sua terapeuta para uma sessão. Sherlock acusa Culverton Smith de ser um serial killer e pede a John para ajudar a vencê-lo. Após o aborrecimento de John, vê um carro enviado por Culverton Smith e uma Ambulância de Molly Hooper na casa da terapeuta, que foram todos previstos por Sherlock duas semanas antes, antes mesmo de John escolher a terapeuta.
Sherlock e John chegam a um estúdio para se encontrar com Smith, que os convidam para conhecer a nova ala do hospital com seu nome, pois ele foi um dos principais doadores, e por isso a ala tinha seu nome. Ele sutilmente sugere ser um serial killer de Sherlock e John durante a reunião com um grupo de crianças no hospital. Smith continua apresentando o hospital a Sherlock e John e mostra sua 'sala favorita', o necrotério (morgue) na qual refere muitas vezes o assassino em série americano H. H. Holmes. John pergunta a Smith como ele consegue andar livremente por todo o hospital, e Smith responde que têm todas as chaves do hospital. Sherlock tenta convencer Smith a dar uma confissão, mas Faith chega e disse wue tinha sido chamada por uma mensagem de texto de Smith que foi enviada por Sherlock. Mas ao vê-la, Sherlock percebe que não é a mulher que tinha visto semanas antes. Decepcionado e abstinente, Sherlock ataca Smith com um bisturi, mas é parado por John. John dá muitos socos em Sherlock de raiva e o culpando pela morte de Mary.
Sherlock é recebido no hospital onde John paga pela última visita. Sherlock é visitado por Smith, que entra na sala através de uma porta secreta. Sherlock afirma que Smith quer matá-lo, apesar de não querer morrer, fazendo confessar todos os seus crimes e tentar matar Sherlock. John não sabia, mas os eventos eram parte do plano de elaborado por Sherlock para expor Smith, e também cumprir o último desejo de Mary para ele "ir pro inferno" para "salvar John". (The Six Thatchers). Seguindo ordens de Mary, Sherlock se coloca em perigo para que John pudesse resgatar Sherlock, reparando assim, sua amizade partida e "salvar" a si mesmo. Depois de ver o vídeo de Mary no 221B na Baker Street, John corre para o hospital e chega na hora de encontrar Smith asfixiando Sherlock. Acreditando que ele pode se safar sem nenhuma prova de sua confissão, Smith é surpreendido quando Sherlock revela um gravador escondido no velha bengala de John que tinha deixado para trás no início. John se reconcilia com Sherlock, dizendo que ele não culpa mais pela morte de Mary e confessa que ele a traiu por mensagens de texto com outra mulher.
Durante a próxima sessão de John, sua terapeuta revela que ela era quem tinha fingido ser Faith e a mulher com quem John tinha falado por mensagens de texto. Ela aponta uma arma a John e revela ser Eurus, a irmã secreta de Mycroft e Sherlock. (Ela explica que Eurus é grego para vento leste.) Como John tenta fugir, Eurus puxa o gatilho.

## Produção
O episódio foi vagamente baseado no conto de Doyle "The Adventure of the Dying Detective". O vilão, Culverton Smith, foi vagamente baseado no infame artista britânico que arrecadava fundos caridade Jimmy Savile, que foi um ícone da BBC. Sam Wolfson do The Guardian notou que o personagem trouxe desolação nos bastidores da BBC. Wolfson deu "um aceno respeitoso para a BBC," escrevendo, "deve ter havido algum mal-estar na corporação sobre ter um episódio em sua série de drama em que uma amada figura pública... usa sua posição de poder e fama para cometer crimes monstruosos."

## Transmissão e recepção
O episódio recebeu críticas bastante positivas dos críticos. Kaite Welsh do IndieWire classificou "The Lying Detective" com um A+, disse que o enredo do episódio se origina do fato do protagonista usar drogas: "ele realmente torna sua cozinha um laboratório de metanfetamina, semanas longe da morte e alucinações. É o outro lado do gênio que protagoniza o programa".
Vox pontuou o episódio de 3.5/5 estrelas. Sean O'Grady do The Independent classificou o episódio com 4/5 estrelas, descrevendo que "Raramente um drama é tão carregado morbiamente quanto Sherlock, é muita fascinação mórbida para o telespectador". IGN considerou um bom episódio dando a nota 7/10, descrevendo que "foi prejudicado por outro caso insatisfatório e histórias estranhas e sem sentido".
Allison Shoemaker do The A.V. Club elogiou o episódio e a história, deu um B+, escreveu que "'The Lying Detective' tem um par de boas reviravoltas, algumas familiares aos leitores de histórias e outros não. É comovente e engraçado e comovente e inteligente e, em suma, um ótimo roteiro. Mas só porque algo se encaixa direito não quer dizer que totalmente obras e roteiro de Steven Moffat cai em um pouco plano onde realmente interessa. É como se ele estivesse cego para o grande retrato por seus próprios dons consideráveis. Esta é uma grande história de Sherlock/Watson com tempo de sobra para tudo menos para eles."